# El Rincón, Axtla de Terrazas
El Rincón är en ort i Mexiko.   Den ligger i kommunen Axtla de Terrazas och delstaten San Luis Potosí, i den centrala delen av landet, 230 km norr om huvudstaden Mexico City. El Rincón ligger 97 meter över havet och antalet invånare är 158.
Terrängen runt El Rincón är varierad. Runt El Rincón är det tätbefolkat, med 427 invånare per kvadratkilometer. Närmaste större samhälle är Villa Terrazas, 7,7 km öster om El Rincón. I omgivningarna runt El Rincón växer huvudsakligen savannskog.